# A Telleira (Brión)
A Telleira es una aldea española situada en la parroquia de Bastavales, del municipio de Brión, en la provincia de La Coruña, Galicia.

## Demografía
| Gráfica de evolución demográfica de A Telleira entre 2000 y 2018 |
|                                                                  |
| Datos según el nomenclátor publicado por el INE.                 |